# Pierre Guariche
Pierre Guariche (* 1926 in Paris; † 1995 in Bandol) war ein französischer Designer und Innenarchitekt.

## Leben und Werk
1926 als Sohn eines Goldschmieds in Paris geboren, studierte Pierre Guariche an der École nationale supérieure des arts décoratifs, wo René Gabriel und Marcel Gascoin – zwei Pioniere der Massenfertigung – zu seinen Lehrern zählten. Nach Abschluss des Studiums im Frühjahr 1949, schloss sich Guariche der Union des Artistes Modernes an und arbeitete zunächst im Studio von Marcel Gascoin. Eigene Möbelentwürfe stellte er zu dieser Zeit im Salon des Arts Ménagers und im Salon des Artistes Décorateurs aus.
Die Galerie MAI wurde auf Guariche aufmerksam, legte einige seiner Entwürfe in Kleinserie auf und stellte sie in den Galerieräumen in Paris aus. Im Jahr 1951 beauftragte der neugegründete Möbelhersteller Airborne Pierre Guariche mit dem Entwurf einer vollständigen Kollektion erschwinglicher, industriell gefertigter Möbel. Im selben Jahr begann Guariche eine Zusammenarbeit mit dem Möbelhersteller Steiner, für den er 1953 den Sessel Tonneau in einer Version aus Aluminium und Kunststoff entwarf. Ab 1954 wurde der Sessel auch aus formverleimtem Schichtholz angeboten, damit war er das erste Möbelstück aus diesem Material auf dem französischen Markt. Ebenfalls Anfang der Fünfzigerjahre entwarf Guariche zahlreiche Leuchten für den Hersteller Pierre Disderot. Diese Leuchten zählen bis heute zu seinen bekanntesten Werken. Im Jahr 2019 wurden sie von dem Hersteller Sammode wiederaufgelegt. Im Jahr 1954 gründete Pierre Guariche gemeinsam mit Michel Mortier und Joseph-André Motte, der ebenfalls zuvor bei Marcel Gascoin gearbeitet hatte, das Designbüro Atelier de Recherche Plastique, kurz ARP. In den folgenden drei Jahren entwarf ARP eine große Anzahl von Möbeln für den Hersteller Charles Minvielle. 1957 wurde Pierre Guariche künstlerischer Direktor des belgischen Möbelherstellers Meurop.
Neben seiner Tätigkeit als Designer war Pierre Guariche auch als Innenarchitekt tätig und entwarf bereits in den Fünfzigerjahren mehrere Einrichtungen für Privathäuser. Ab den Sechzigerjahren konzentrierte er sich verstärkt auf diesen Tätigkeitsbereich und richtete nun auch zahlreiche öffentliche Bauten ein. So entwarf er Büroräume für die halbstaatlichen Unternehmen Sonacotra und Électricité de France und richtete in Firminy das Krankenhaus, sowie die von Le Corbusier entworfene Maison de la Culture ein. Zudem war er an mehreren Projekten in den Ferienorten Bandol an der Côte d’Azur, sowie La Plagne und Isola 2000 in den Alpen beteiligt. In diesen Orten richtete er Hotels, Restaurants und Appartements, Kinos, Einkaufszentren und weitere Gebäude ein. Für eine Seilbahn in La Plagne entwarf er Stationsgebäude und Gondeln.
Neben seiner praktischen Tätigkeit war Pierre Guariche als Hochschullehrer an der École nationale supérieure des arts décoratifs in Paris, und an der Ecole Supérieure d’Architecture im belgischen Tournai tätig. Im Jahr 1965 erhielt er den nach seinem ehemaligen Lehrer benannten René Gabriel Preis, eine Auszeichnung für das Design erschwinglicher, industriell gefertigter Möbel.